# Marie Richardson
Marie Elisabet Richardson (Ljusdals församling, 6 juni 1959) is een Zweedse actrice.

## Biografie
Richardson studeerde aan de Swedish National Academy of Mime and Acting en studeerde af in 1985. Ze was vanaf toen gedurende meerder jaren verbonden aan het Kungliga Dramatiska Teatern. In 1993 won ze de Amandaprisen voor haar rol in de film Telegrafisten. Voor haar optreden in de film Om jag vänder mig om (Daybreak) werd Richardson in 2004 genomineerd voor een Guldbagge in de categorie 'Beste vrouwelijke bijrol'. Dat jaar ontving het volledige ensemble van diezelfde productie de Zilveren Beer. In 2011 ontving ze de Zweedse koninklijke onderscheiding "Litteris et Artibus". In 2017 volgde met haar rol in Innan vi dör een nominatie voor een Kristallen.

### Privé
Samen met haar man, acteur Jakob Eklund, heeft Richardson twee kinderen.

## Filmografie (selectie)
| Jaar        | Titel                                 | Rol                 | Type productie | Opmerkingen     |
| ----------- | ------------------------------------- | ------------------- | -------------- | --------------- |
| 1985        | Data Morgana                          | Marie Persson       | Film           |                 |
| 1993        | Telegrafisten (The Telegraphist)      | Elise Mack          | Film           |                 |
| 1999 - 2015 | Johan Falk                            | Helén Andersson     | Filmreeks      | 20 films        |
| 2002 - 2006 | Wallander                             | Maja Thysell        | Filmreeks      | 8 films         |
| 2003        | Om jag vänder mig om (Daybreak)       | Sofie               | Film           |                 |
| 2006        | Beck                                  | Annika Vedén        | Filmreeks      | 1 film          |
| 2008        | Maria Wern                            | Viktoria Hammar     | Televisieserie | 4 afleveringen  |
| 2008 - 2009 | Oskyldigt dömd                        | Ulrika Stiegler     | Televisieserie | 12 afleveringen |
| 2009        | Morden                                | Evy                 | Televisieserie | 5 afleveringen  |
| 2010        | Kommissarie Winter (Inspector Winter) | Berit Rickardsson   | Televisieserie | 2 afleveringen  |
| 2014 - 2015 | Blå ögon (Blue Eyes)                  | Veronika Strömstedt | Televisieserie | 7 afleveringen  |
| 2017 - 2019 | Innan vi dör (Before We Die)          | Hanna               | Televisieserie | 18 afleveringen |